# سفتازیدیم/آویباکتام
سفتازیدیم/آویباکتام(به انگلیسی: Ceftazidime/avibactam) که با نام تجاری Avycaz و دیگر نام‌ها به فروش می‌رسد، یک دارو ترکیبی است که از سفتازیدیم، که یک آنتی‌بیوتیک سفالوسپورینی و آویباکتام که یک مهارکننده بتا-لاکتاماز است، تشکیل شده‌است. این دارو برای درمان عفونت‌های شدید داخل شکمی، عفونت ادراری و ذات الریه استفاده می‌شود. این آنتی بیوتیک تنها زمانی توصیه می‌شود که داروهای دیگر جوابگو نباشند. این دارو به صورت تزریق داخل وریدی تجویز می‌شود. 